# San Agustín del Guadalix
San Agustín del Guadalix település Spanyolországban, Madrid tartományban. San Agustín del Guadalix El Molar, Algete, Colmenar Viejo és Pedrezuela községekkel határos. Lakosainak száma 13 762 fő (2024).

## Népesség
A település népessége az utóbbi években az alábbiak szerint változott:
| Lakosok száma | 6333 | 7806 | 9522 | 11 133 | 12 770 | 12 953 | 13 103 | 13 379 | 13 608 | 13 762 |
|               | 2001 | 2004 | 2007 | 2009   | 2012   | 2014   | 2017   | 2019   | 2022   | 2024   |